# Koch Sándor (orvos)
Koch Sándor (Budapest, 1925. január 19. – Budapest, 2009. február 5.) virológus professzor, az MTA doktora, a gyermekbénulás elleni Salk-vakcina, majd Albert Bruce Sabin gyermekbénulás elleni védőoltásának felfedezése után a Sabin-csepp magyarországi előállítója.

## Élete
1925-ben született a mineralógus Koch Sándor és Oppenheimer Márta biológia–kémia szakos tanár édesanyja gyermekeként. A szegedi Piarista Gimnáziumban érettségizett, majd 1943-ban a Szegedi Tudományegyetem (akkor: Horthy Miklós Tudományegyetem) egyetem orvosi szakára iratkozott be. 1950-ben „Sub Laurea Almae Matris” („az egyetem babérkoszorújával”) avatták doktorrá, majd mindjárt tanársegéddé nevezték ki. 
Egyetemi tanulmányai mellett Ivánovics György keze alatt dolgozott a Mikrobiológiai Intézetben. Itt 1953-ban a Humán Oltóanyag Intézet Vírusosztályának vezetőjének nevezték ki, ahol az általa kifejlesztett új típusú vakcinák közül a kiütéses tífusz és a mumpsz elleni készítményeket máig használják. Innen az Országos Közegészségügyi Intézet (OKI) vírusosztályára kerül, ahol a polio-laboratórium vezetőjeként munkatársaival sikerrel jutottak el a gyermekbénulás ellen védelmet jelentő Sabin-cseppek előállításáig. Albert Sabin személyesen ellenőrizte a gyártást és hozzájárult az általa kifejlesztett vakcina termeléséhez az Országos Közegészségügyi Intézet laboratóriumában.
Egyéves tanulmányutat tett a Pasteur Intézetben, majd 1964-ben kandidátusi, 1974-ben akadémiai doktori fokozatot szerzett. 1976-ban az ELTE címzetes professzora lett.
Kiváló tanár, szenvedélyes nevelő volt, átütő erejű gondolatai, műveltsége vonzotta köré az önkéntes tanítványokat, lelkesen vitázó barátokat. Otthona „Sodrás Klub” néven volt ismert.
Koch Sándor 1990-1998 között Budapest II. kerülete önkormányzati képviselőjeként, 1990-1994 között alpolgármesterként vállalt közéleti szerepet.
2009. február 5-én, súlyos betegségben hunyt el. Hamvasztása után 2009. február 26-án búcsúztatták el a budapesti Farkasréti temetőben.

## Díjak
- II. Kerületért Emlékérem (2001)
- Magyar Örökség díj (2008. december)
- Eötvös József-koszorú (1998)
- Szentágothai János-díj

## Főbb művei
Száznál több publikációja között (tan)könyvek, fejezetek, szakcikkek, esszék, ismeretterjesztő és egyéb műfajú alkotások is találhatók.
- Az általános virológia alapjai, 1-2.; Tankönyvkiadó, Budapest, 1976
  - 1. A virion
  - 2. A vegetatív vírus
- A tökéletlenség és korlátosság dicsérete; szerk. Koch Sándor; Gondolat, Budapest, 1989
- "...Isten van, az ember történik". Koch Sándor virológus professzorral beszélget Mezei Károly; Kairosz, Budapest, 2006 (Miért hiszek?)
- A sejtbeszéd nyelve [halott link]
- Szubjektív virológia (cikksorozat)

## Külső hivatkozások
- Koch Sándor magáról Archiválva 2008. február 16-i dátummal a Wayback Machine-ben és a világról Archiválva 2007. június 17-i dátummal a Wayback Machine-ben a Természet Világa oldalain